# امرلند (ویکتوریا)
امرلند (به انگلیسی: Emerald) یک شهرک در استرالیا است که در ویکتوریا (استرالیا) واقع شده‌است.